# Raoul Diagne
Raoul Diagne (Saint-Laurent-du-Maroni, 10 novembre 1910 – Créteil, 4 novembre 2002) è stato un calciatore francese, di ruolo difensore.

## Carriera
Figlio del politico senegalese Blaise Diagne, fu il primo giocatore di colore a vestire la maglia della Nazionale francese. Con il Racing Paris vinse una volta il campionato francese (1935-1936) e 3 volte la Coppa di Francia (1935-1936, 1938-1939, 1939-1940).

## Palmarès

### Club

#### Competizioni nazionali
- Campionato francese: 1

RC Parigi: 1935-1936
- Coppa di Francia: 3

RC Parigi: 1935-1936, 1938-1939, 1939-1940